# Nanaguna valida
Nanaguna valida är en fjärilsart som beskrevs av Walker 1863. Nanaguna valida ingår i släktet Nanaguna och familjen trågspinnare. Inga underarter finns listade i Catalogue of Life.